# Вігуццоло
Вігуццоло, Віґуццоло (італ. Viguzzolo, п'єм. Vigseu) — муніципалітет в Італії, у регіоні П'ємонт,  провінція Алессандрія.
Вігуццоло розташоване на відстані близько 450 км на північний захід від Рима, 100 км на схід від Турина, 24 км на схід від Алессандрії.
Населення — 3207 осіб (2014).
Щорічний фестиваль відбувається 8 вересня, на свято Різдва Пресвятої Богородиці.

## Демографія
Населення за роками:

Станом на 1 січня 2023 року в муніципалітеті офіційно проживало 309 іноземців з 32 країн, серед них 156 громадян країн Євросоюзу та 10 громадян України.

## Сусідні муніципалітети
- Берцано-ді-Тортона
- Казальночето
- Кастеллар-Гуїдобоно
- Понтекуроне
- Сареццано
- Тортона
- Вольпельїно